# سرو ال سول
سرو ال سول (به اسپانیایی: Cerro El Sol) یک کوه در ونزوئلا است که در ایالت بولیوار واقع شده‌است. سرو ال سول ۱٬۷۵۰ متر بالاتر از سطح دریا واقع شده‌است.